# Prima Divisione 1924-25
El Campeonato Italiano de Fútbol 1924-25 fue la 25ª edición del torneo. El ganador fue el Bologna.

## Liga del Norte

### Clasificación
|    | Equipo        | Pts | PJ | PG | PE | PP | GF | GC | +/- | Comentarios  |
| -- | ------------- | --- | -- | -- | -- | -- | -- | -- | --- | ------------ |
| 1. | Spezia        | 10  | 6  | 4  | 2  | 0  | 10 | 3  | +7  | Clasificados |
| 2. | Novara        | 8   | 6  | 3  | 2  | 1  | 14 | 3  | +11 | Clasificados |
| 3. | Olimpia Fiume | 5   | 6  | 2  | 1  | 3  | 7  | 11 | -4  |              |
| 4. | Sestrese      | 1   | 6  | 0  | 1  | 5  | 4  | 18 | -14 |              |

### Resultados
|          | Novara | Olimpia | Sestrese | Spezia |
| -------- | ------ | ------- | -------- | ------ |
| Novara   |        | 3-1     | 6-0      | 1-1    |
| Olimpia  | 1-0    |         | 1-0      | 1-3    |
| Sestrese | 0-4    | 3-3     |          | 1-2    |
| Spezia   | 0-0    | 2-0     | 2-0      |        |

### Reprechaje

#### Grupo A

##### Clasificación
|     | Equipo         | Pts | PJ | PG | PE | PP | GF | GC | +/- | Comentarios               |
| --- | -------------- | --- | -- | -- | -- | -- | -- | -- | --- | ------------------------- |
| 1.  | Genoa          | 30  | 22 | 13 | 4  | 5  | 48 | 23 | +25 | Clasificado               |
| 2.  | Modena         | 29  | 22 | 13 | 3  | 6  | 41 | 24 | +17 |                           |
| 3.  | Casale         | 27  | 22 | 12 | 3  | 7  | 37 | 30 | +7  |                           |
| 4.  | Internazionale | 25  | 22 | 12 | 1  | 9  | 44 | 37 | +7  |                           |
| 4.  | Pisa           | 25  | 22 | 11 | 3  | 8  | 32 | 28 | +4  |                           |
| 6.  | Torino         | 24  | 22 | 9  | 6  | 7  | 30 | 25 | +5  |                           |
| 7.  | Cremonese      | 22  | 22 | 9  | 4  | 9  | 28 | 34 | -6  |                           |
| 8.  | Reggiana       | 20  | 22 | 9  | 2  | 11 | 36 | 42 | -6  |                           |
| 9.  | Hellas Verona  | 18  | 22 | 6  | 6  | 10 | 33 | 42 | -9  |                           |
| 10. | Brescia        | 17  | 22 | 7  | 3  | 12 | 27 | 34 | -7  |                           |
| 11. | Legnano        | 15  | 22 | 5  | 5  | 12 | 18 | 29 | -11 | Desempate por el descenso |
| 12. | Spezia         | 12  | 22 | 4  | 4  | 14 | 20 | 46 | -26 | Descendido                |

##### Resultados
|                | Brescia | Casale | Cremonese | Genoa | Hellas VR | Internazionale | Legnano | Modena | Pisa | Reggiana | Spezia | Torino |
| -------------- | ------- | ------ | --------- | ----- | --------- | -------------- | ------- | ------ | ---- | -------- | ------ | ------ |
| Brescia        |         | 3-1    | 5-0       | 0-2   | 4-0       | 1-0            | 1-0     | 4-1    | 0-1  | 1-1      | 4-2    | 1-2    |
| Casale         | 2-1     |        | 3-0       | 2-1   | 2-0       | 2-1            | 1-0     | 4-0    | 3-1  | 2-0      | 6-3    | 0-0    |
| Cremonese      | 3-0     | 2-1    |           | 2-0   | 2-2       | 1-1            | 3-0     | 1-0    | 1-0  | 1-1      | 6-0    | 0-1    |
| Genoa          | 5-0     | 4-1    | 4-0       |       | 3-0       | 2-1            | 6-3     | 2-0    | 1-1  | 4-2      | 3-2    | 0-0    |
| Hellas VR      | 2-0     | 2-1    | 1-2       | 2-2   |           | 2-3            | 2-1     | 3-3    | 3-0  | 3-0      | 3-0    | 2-2    |
| Internazionale | 1-0     | 4-0    | 4-2       | 2-1   | 3-1       |                | 1-2     | 4-1    | 1-2  | 3-0      | 5-2    | 2-5    |
| Legnano        | 0-0     | 0-1    | 0-1       | 1-0   | 1-1       | 0-2            |         | 0-0    | 0-0  | 2-0      | 1-1    | 4-1    |
| Modena         | 2-0     | 3-0    | 3-0       | 1-0   | 1-0       | 5-0            | 3-1     |        | 4-0  | 2-1      | 2-0    | 0-1    |
| Pisa           | 6-1     | 2-2    | 3-0       | 1-2   | 2-0       | 3-1            | 1-0     | 0-1    |      | 2-0      | 3-2    | 1-0    |
| Reggiana       | 2-1     | 1-0    | 4-1       | 1-4   | 6-2       | 4-2            | 3-1     | 1-4    | 3-1  |          | 2-0    | 2-1    |
| Spezia         | 1-0     | 1-1    | 0-0       | 0-1   | 1-1       | 0-1            | 1-0     | 0-3    | 0-1  | 2-1      |        | 1-0    |
| Torino         | 0-0     | 1-2    | 1-0       | 1-1   | 3-1       | 1-2            | 0-1     | 2-2    | 3-1  | 3-1      | 2-1    |        |

#### Grupo B

##### Clasificación
|     | Equipo          | Pts | PJ | PG | PE | PP | GF | GC | +/- | Comentarios               |
| --- | --------------- | --- | -- | -- | -- | -- | -- | -- | --- | ------------------------- |
| 1.  | Bologna         | 34  | 24 | 15 | 4  | 5  | 53 | 22 | +31 | Clasificado               |
| 2.  | Pro Vercelli    | 32  | 24 | 13 | 6  | 5  | 56 | 29 | +27 |                           |
| 2.  | Juventus        | 32  | 24 | 12 | 8  | 4  | 38 | 21 | +17 |                           |
| 4.  | Padova          | 29  | 24 | 12 | 5  | 7  | 51 | 34 | +17 |                           |
| 5.  | Livorno         | 25  | 24 | 9  | 7  | 8  | 45 | 41 | +4  |                           |
| 5.  | Alessandria     | 25  | 24 | 8  | 9  | 7  | 27 | 30 | -3  |                           |
| 7.  | Novara          | 22  | 24 | 6  | 10 | 8  | 26 | 30 | -4  |                           |
| 8.  | Milan           | 21  | 24 | 10 | 1  | 13 | 45 | 51 | -6  |                           |
| 8.  | Andrea Doria    | 21  | 24 | 9  | 3  | 12 | 26 | 33 | -7  |                           |
| 10. | Sampierdarenese | 20  | 24 | 7  | 6  | 11 | 24 | 32 | -8  |                           |
| 11. | Mantova         | 19  | 24 | 8  | 3  | 13 | 38 | 53 | -15 | Desempate por el descenso |
| 11. | S.P.A.L.        | 19  | 24 | 7  | 5  | 12 | 26 | 50 | -24 | Desempate por el descenso |
| 13. | Derthona        | 13  | 24 | 4  | 5  | 15 | 25 | 54 | -29 | Descendido                |

##### Resultados
|              | Alessandria | Andrea Doria | Bologna | Derthona | Juventus | Livorno | Mantova | Milan | Novara | Padova | Pro Vercelli | Sampierd. | Spal |
| ------------ | ----------- | ------------ | ------- | -------- | -------- | ------- | ------- | ----- | ------ | ------ | ------------ | --------- | ---- |
| Alessandria  |             | 2-1          | 1-0     | 0-0      | 2-2      | 2-3     | 6-1     | 3-1   | 1-0    | 1-1    | 1-0          | 1-0       | 2-1  |
| Andrea Doria | 0-0         |              | 0-1     | 4-1      | 0-0      | 1-0     | 3-1     | 3-2   | 2-0    | 4-0    | 1-1          | 2-1       | 1-0  |
| Bologna      | 3-1         | 5-0          |         | 4-1      | 2-1      | 2-1     | 5-0     | 2-0   | 0-0    | 3-0    | 3-0          | 4-0       | 3-1  |
| Derthona     | 1-1         | 0-3          | 2-4     |          | 0-2      | 2-1     | 3-0     | 0-3   | 1-1    | 2-0    | 1-1          | 1-0       | 0-2  |
| Juventus     | 3-0         | 1-0          | 2-1     | 2-1      |          | 2-0     | 3-0     | 5-3   | 1-1    | 0-2    | 0-0          | 4-1       | 2-1  |
| Livorno      | 1-1         | 2-0          | 6-2     | 2-2      | 2-2      |         | 4-1     | 4-0   | 1-1    | 2-0    | 4-1          | 2-1       | 4-0  |
| Mantova      | 1-1         | 1-0          | 0-0     | 5-1      | 0-1      | 4-0     |         | 4-2   | 0-1    | 2-1    | 4-2          | 1-1       | 4-0  |
| Milan        | 3-0         | 2-0          | 3-1     | 3-2      | 0-0      | 4-2     | 2-1     |       | 3-1    | 1-3    | 1-2          | 2-0       | 3-1  |
| Novara       | 0-0         | 1-0          | 1-2     | 2-1      | 1-1      | 1-1     | 3-1     | 4-2   |        | 1-1    | 1-1          | 0-2       | 4-1  |
| Padova       | 4-0         | 6-1          | 3-2     | 2-1      | 2-1      | 5-1     | 1-2     | 4-0   | 1-1    |        | 0-0          | 2-0       | 9-0  |
| Pro Vercelli | 2-0         | 2-0          | 3-0     | 5-0      | 2-1      | 6-1     | 5-3     | 3-2   | 5-1    | 6-0    |              | 2-0       | 5-0  |
| Sampierd.    | 1-0         | 2-0          | 0-0     | 1-0      | 0-0      | 1-1     | 4-1     | 3-2   | 1-0    | 2-3    | 2-2          |           | 0-0  |
| Spal         | 1-1         | 2-0          | 0-4     | 2-2      | 0-2      | 0-0     | 4-1     | 3-1   | 1-0    | 1-1    | 3-0          | 2-1       |      |

##### Desempate por el descenso
Jugados el 30 de agosto en Milán.
| Equipo local | Resultado | Equipo visitante |
| ------------ | --------- | ---------------- |
| Mantova      | 3-1       | S.P.A.L.         |

SPAL descendió a la segunda división.

### Final
| Equipo local | Resultado | Equipo visitante |
| ------------ | --------- | ---------------- |
| Bologna      | 1-2       | Genoa            |
| Bologna      | 2-1       | Genoa            |

Dado el empate general, se disputaron partidos hasta que hubo un ganador:
| Equipo local | Resultado | Equipo visitante |
| ------------ | --------- | ---------------- |
| Bologna      | 2-2       | Genoa            |
| Bologna      | 1-1       | Genoa            |
| Bologna      | 2-0       | Genoa            |

Bologna clasificado a la Final Nacional.

## Liga del Sur

### Clasificaciones

#### Las Marcas
Anconitana era el único participante.

#### Lacio

##### Clasificación
|    | Equipo         | Pts | PJ | PG | PE | PP | GF | GC | +/- | Comentarios               |
| -- | -------------- | --- | -- | -- | -- | -- | -- | -- | --- | ------------------------- |
| 1. | Alba Roma      | 12  | 8  | 5  | 2  | 1  | 15 | 7  | +8  | Clasificados              |
| 2. | Lazio          | 11  | 8  | 5  | 1  | 2  | 20 | 10 | +10 | Clasificados              |
| 3. | Fortitudo Roma | 10  | 8  | 4  | 2  | 2  | 20 | 11 | +9  |                           |
| 4. | Audace Roma    | 5   | 8  | 2  | 1  | 5  | 16 | 26 | -10 | Desempate por el descenso |
| 5. | Pro Roma       | 2   | 8  | 0  | 2  | 6  | 4  | 21 | -17 | Descendido                |

##### Resultados
|           | Alba | Audace | Fortitudo | Lazio | Pro Roma |
| --------- | ---- | ------ | --------- | ----- | -------- |
| Alba      |      | 2-1    | 1-1       | 2-2   | 1-0      |
| Audace    | 2-5  |        | 2-6       | 0-6   | 5-1      |
| Fortitudo | 1-0  | 2-3    |           | 3-0   | 1-1      |
| Lazio     | 0-3  | 3-2    | 3-0       |       | 3-0      |
| Pro Roma  | 0-1  | 1-1    | 1-6       | 0-3   |          |

#### Campania

##### Clasificación
|    | Equipo          | Pts | PJ | PG | PE | PP | GF | GC | +/- | Comentarios               |
| -- | --------------- | --- | -- | -- | -- | -- | -- | -- | --- | ------------------------- |
| 1. | Savoia          | 9   | 6  | 4  | 1  | 1  | 11 | 6  | +5  | Clasificados              |
| 2. | Cavese          | 8   | 6  | 3  | 2  | 1  | 9  | 3  | +6  | Clasificados              |
| 3. | Internaples     | 7   | 6  | 2  | 3  | 1  | 9  | 7  | +2  |                           |
| 4. | Salernitanaudax | 0   | 6  | 0  | 0  | 6  | 4  | 21 | -17 | Desempate por el descenso |

|             | Cavese | Internaples | Salernitana | Savoia |
| ----------- | ------ | ----------- | ----------- | ------ |
| Cavese      |        | 1-1         | 3-0         | 2-0    |
| Internaples | 1-1    |             | 3-0         | 1-1    |
| Salernitana | 0-2    | 0-1         |             | 1-3    |
| Savoia      | 1-0    | 4-2         | 2-0         |        |

#### Apulia

##### Clasificación
|    | Equipo             | Pts | PJ | PG | PE | PP | GF | GC | +/- | Comentarios  |
| -- | ------------------ | --- | -- | -- | -- | -- | -- | -- | --- | ------------ |
| 1. | Pro Italia Taranto | 15  | 10 | 7  | 1  | 2  | 22 | 8  | +14 | Clasificados |
| 1. | Liberty Bari       | 15  | 10 | 7  | 1  | 2  | 24 | 9  | +15 | Clasificados |
| 3. | Audace Taranto     | 13  | 10 | 5  | 3  | 2  | 20 | 8  | +12 |              |
| 4. | Ideale Bari        | 11  | 10 | 4  | 3  | 3  | 13 | 12 | +1  |              |
| 5. | U.S. Tarantina     | 3   | 10 | 1  | 1  | 8  | 8  | 21 | -13 | Descendidos  |
| 5. | Bari               | 3   | 10 | 0  | 3  | 7  | 2  | 31 | -29 | Descendidos  |

##### Resultados
|              | Audace TA | Bari | Ideale | Liberty | Pro Italia | US Tarantina |
| ------------ | --------- | ---- | ------ | ------- | ---------- | ------------ |
| Audace TA    |           | 6-0  | 1-1    | 2-2     | 3-1        | 2-0          |
| Bari         | 0-0       |      | 0-4    | 0-2     | 0-4        | 1-1          |
| Ideale       | 1-0       | 1-1  |        | 0-2     | 0-0        | 2-0          |
| Liberty      | 0-1       | 7-0  | 4-1    |         | 1-0        | 2-0          |
| Pro Italia   | 3-1       | 3-0  | 2-0    | 4-2     |            | 2-0          |
| US Tarantina | 0-4       | 3-0  | 2-3    | 1-2     | 1-3        |              |

##### Play-off por el campeonato de la Apulia
Jugado el 29 de marzo en Nápoles.
| Equipo local | Resultado | Equipo visitante   |
| ------------ | --------- | ------------------ |
| Liberty Bari | 0-1       | Pro Italia Taranto |

#### Sicilia

##### Clasificación
| Equipo local | Resultado | Equipo visitante |
| ------------ | --------- | ---------------- |
| Palermo      | 0-2       | Messina          |
| Palermo      | 0-1       | Messina          |

Messina clasificado a las semifinales.

### Semifinal

#### Grupo A

##### Clasificación
|    | Equipo             | Pts | PJ | PG | PE | PP | GF | GC | +/- | Comentarios                    |
| -- | ------------------ | --- | -- | -- | -- | -- | -- | -- | --- | ------------------------------ |
| 1. | Anconitana         | 8   | 6  | 3  | 2  | 1  | 12 | 9  | +3  | Desempate por la clasificación |
| 1. | Lazio              | 8   | 6  | 3  | 2  | 1  | 13 | 8  | +5  | Desempate por la clasificación |
| 3. | Savoia             | 5   | 6  | 1  | 3  | 2  | 5  | 8  | -3  |                                |
| 4. | Pro Italia Taranto | 3   | 6  | 1  | 1  | 4  | 5  | 10 | -5  |                                |

##### Resultados
|            | Anconitana | Lazio | Pro Italia | Savoia |
| ---------- | ---------- | ----- | ---------- | ------ |
| Anconitana |            | 2-1   | 3-0        | 3-1    |
| Lazio      | 6-3        |       | 1-0        | 1-1    |
| Pro Italia | 0-2        | 2-2   |            | 3-1    |
| Savoia     | 1-1        | 0-2   | 1-0        |        |

##### Desempate por la clasificación
Jugado el 28 de junio de 1925 en Nápoles.
| Equipo local | Resultado | Equipo visitante |
| ------------ | --------- | ---------------- |
| Anconitana   | 1-0       | Lazio            |

#### Grupo B

##### Clasificación
|    | Equipo       | Pts | PJ | PG | PE | PP | GF | GC | +/- | Comentarios |
| -- | ------------ | --- | -- | -- | -- | -- | -- | -- | --- | ----------- |
| 1. | Alba Roma    | 11  | 6  | 5  | 1  | 0  | 21 | 2  | +19 | Clasificado |
| 2. | Cavese       | 8   | 6  | 3  | 2  | 1  | 6  | 7  | -1  |             |
| 3. | Liberty Bari | 3   | 6  | 1  | 1  | 4  | 3  | 12 | -9  |             |
| 4. | Messina      | 2   | 6  | 0  | 2  | 4  | 2  | 11 | -9  |             |

##### Resultados
|         | Alba | Cavese | Liberty | Messina |
| ------- | ---- | ------ | ------- | ------- |
| Alba    |      | 5-0    | 6-0     | 3-0     |
| Cavese  | 1-1  |        | 2-0     | 2-1     |
| Liberty | 0-3  | 0-1    |         | 0-0     |
| Messina | 1-3  | 0-0    | 0-3     |         |

### Final
| Equipo local | Resultado | Equipo visitante |
| ------------ | --------- | ---------------- |
| Anconitana   | 1-3       | Alba Roma        |
| Anconitana   | 0-1       | Alba Roma        |

Alba Roma clasificado a la Final Nacional.

## Final Nacional
| Equipo local | Resultado | Equipo visitante |
| ------------ | --------- | ---------------- |
| Bologna      | 4-0       | Alba Roma        |
| Alba Roma    | 0-2       | Bologna          |

Bologna campeón con un golbal de 6-0.
|           |
| Campeón   |
| Bologna   |
| 1º título |

## Goleadores
- 19 goles:  Mario Magnozzi (Livorno)
- 18 goles:  Rodolfo Ostromann (Milan)
- 16 goles  Angelo Schiavio (Bologna)
- 16 goles:  Fulvio Bernardini (Lazio)
- 10 goles:  Luigi Ziroli (Alba Roma)